# Мариано II (Торрес)
Мариано II (итал. Mariano II di Torres; ум. 1233) — судья Логудоро (Торреса) с 1218 года. Сын Комиты III и его жены Испеллы Арборейской. Соправитель отца с 1203 года.

## Биография
Был союзником Генуи. В ноябре 1218 года заключил соглашение с Ламберто ди Галлура о женитьбе его сына Убальдо на своей дочери Аделазии, свадьба состоялась через несколько месяцев. Папа Гонорий III послал своего капеллана Бартоломео, чтобы аннулировать брак, но ничего не получилось.
С 1230 по 1232 год Мариано II был регентом Кальяри при малолетнем Гульельмо II по правам своей жены Агнезы де Масса.
В 1233 году Мариано II умер. Своим наследником он назначил сына — Баризоне III, указав в завещании, что если тот умрёт бездетным, патриции Торреса должны будут выбрать юдикессой одну из его дочерей — Аделазию или Бенедетту. В итоге, когда Баризоне III в 1235 году был убит, судьёй Торреса была единодушно провозглашена Аделазия.